# غريفيث روثرفورد هارش
غريفيث روثرفورد هارش (بالإنجليزية: Griffith Rutherford Harsh )‏ من مواليد 25 يوليو 1953 وهو طبيب أعصاب أمريكي. متزوج من ميغ ويتمان رئيسة شركة هيوليت باكارد إنتيربريس. وهو ينحدر مباشرة من كارولينا الشمالية ولاية السناتور غريفيث روثرفورد (1721-1805).

## حياته وتعليمه
ولد جريفيث روثرفورد هارش في سانت لويس (ميزوري) في عام 1953. وولد ابنه المسمى بجريفيث هارش الثالث وأصبح جراح أعصاب مثل والده.
تخرج من جامعة هارفارد وأصبح باحثاً في جامعة أوكسفورد. في أكسفورد، حصل على درجة الماجستير في العلوم العصبية. بعد عامين في أكسفورد، التحق بكلية الطب في مدرسة طب هارفارد، وتخرج في عام 1980. انتقل لإكمال تدريبه في قسم جراحة المخ والأعصاب ومركز أبحاث الأورام الدماغية في جامعة كاليفورنيا (سان فرانسيسكو).

## عمله
تخرج غريفيث من كلية هارفارد في عام 1975 وكلية الطب بجامعة هارفارد في عام 1980. أكمل إقامته في قسم جراحة المخ والأعصاب ومركز أبحاث الأورام الدماغية في جامعة كاليفورنيا (سان فرانسيسكو) (UCSF) في عام 1986. في العام التالي أكمل زمالة في جراحة المخ والأعصاب في (UCSF). وبالإضافة إلى ذلك، أنجز غريف هارش زمالة في علم الأورام العصبية السريرية في (UCSF) وزمالة أخرى في جراحة قاعدة الجمجمة والأورام العصبية الصوتية في جامعة بيتسبرغ. وخلال حياته المهنية، ركز هارش على العلاج الجراحي والإشعاعي لأورام الغدة النخامية والأورام الدبقية والأورام العصبية الصوتية. وهو يشغل حاليا منصب نائب رئيس قسم جراحة المخ والأعصاب ومدير مركز أورام الدماغ في ستانفورد وعميد مساعد للتعليم في مدرسة طب بجامعة ستانفورد. كما أنه يشغل منصب أستاذ جراحة المخ والأعصاب في المركز الطبي لجامعة ستانفورد ومدير برنامج جراحة المخ والأعصاب في ستانفورد. وهو معتمد في الجراحة العصبية من قبل المجلس الأمريكي لجراحة الأعصاب.

### تطورات في جراحة الأعصاب
أنشأ هارش جهاز إشعاع إنتراتومورال. وفي عام 2001، أصدرت ستانفورد أخبار هذا الجهاز وأشارت الدراسات الأولية إلى أن المخاطر المرتبطة بالعلاج الإشعاعي لأورام الدماغ هي أقل بشكل ملحوظ عند استخدام هذا الجهاز. تم اعتماد الجهاز من قبل إدارة الأغذية والعقاقير، وقد تم اختبار الجهاز في دراسة برعاية المعهد الوطني للسرطان ومركز ستانفورد لورم الدماغ حيث يُستخدم حاليا في المرضى الذين يعانون من أورام الدماغ الأولية.
نشر هارش أكثر من 100 مقالة سريرية وعلمية، بما في ذلك العديد من المسارات الرئيسية التي تحدد أورام المخ، والتي تظهر في ساينس ونيو إنغلاند جورنال وأوف ميديسين..

## حياته
تزوج هارش من ميغ ويتمان الرئيس التنفيذي السابق لشركة إيباي والرئيس التنفيذي الحالي لشركة هيوليت باكارد المؤسسة. وهو يقيم حاليا في آثرتون بولاية كاليفورنيا.